# Beat Zehnder
Beat Zehnder (Zurique, 9 de janeiro de 1966) é um engenheiro suíço de Fórmula 1 que atualmente é o diretor de programas e operações de Fórmula 1 da equipe da Kick Sauber.

## Carreira
Zehnder faz parte da família Sauber desde a década de 1980. Ele começou na equipe suíça como mecânico nos primeiros dias da parceria da equipe com a Mercedes-Benz, passando do mecânico número dois para o número um no espaço de um ano. Quando a equipe começou a concentrar seus esforços no lançamento de sua própria equipe de Fórmula 1, ele deixou o lado da mecânica para trabalhar na logística. No entanto, Zehnder foi rapidamente devolvido às suas funções de mecânico, tornando-se gerente da equipe e mecânico chefe em 1994.
Em 1995, Peter Sauber pediu a Zehnder para se concentrar exclusivamente na logística e na gestão da equipe e, assim, ele se tornou o gerente da equipe. Em fevereiro de 2020, ele assumiu o cargo de diretor esportivo, época em que a equipe competia sob nome Alfa Romeo Racing.
Em 30 de outubro de 2024, foi anunciado que a Sauber, que será transformada na Audi F1 Team em 2026, havia contratado Iñaki Rueda como seu novo diretor esportivo. Com isso, Zehnder assumiu o cargo de diretor de programas e operações em 2025. Em seu novo cargo, Zehnder ficou responsável por uma função de supervisão para garantir a melhor transição possível conforme a equipe cresce em suas novas estruturas.
Ao longo de seu tempo na equipe, Zehnder foi mentor de muitos pilotos, como Kimi Räikkönen, Felipe Massa, Sebastian Vettel, Robert Kubica e Charles Leclerc.